# Ixyophora
Ixyophora – rodzaj roślin z rodziny storczykowatych (Orchidaceae). Obejmuje 8 gatunków występujących w Ameryce Południowej w Boliwii, Kolumbii, Ekwadorze, Peru.

## Systematyka
Rodzaj sklasyfikowany do podplemienia Zygopetalinae w plemieniu Cymbidieae, podrodzina epidendronowe (Epidendroideae), rodzina storczykowate (Orchidaceae), rząd szparagowce (Asparagales) w obrębie roślin jednoliściennych.
Wykaz gatunków
- Ixyophora advena Vierling
- Ixyophora aurantiaca (Senghas & G.Gerlach) Dressler
- Ixyophora carinata (P.Ortiz) Dressler
- Ixyophora fosterae (Dodson) P.A.Harding
- Ixyophora imitatrix Pupulin
- Ixyophora luerorum (R.Vásquez & Dodson) P.A.Harding
- Ixyophora velastiguii (Dodson) Pupulin
- Ixyophora viridisepala (Senghas) Dressler